# Jerzy Stawowski
Jerzy Stawowski (ur. 1 stycznia 1922 w Kutnie, zm. 9 kwietnia 2014 w Gdańsku) – polski geodeta.

## Życiorys
Jerzy Stawowski urodził się 1 stycznia 1922 roku w Kutnie. W 1939 roku ukończył włocławskie Gimnazjum Techniczne, a po II wojnie światowej uczył się w Liceum Mierniczym w Łodzi. Następnie ukończył kurs inżynierski organizowany przez Naczelną Organizację Techniczną, a w roku 1968 Wydział Prawa i Administracji Uniwersytetu im. Adama Mickiewicza w Poznaniu.
Jako nastolatek brał udział w kampanii wrześniowej w 1939 roku (obrona Warszawy i Modlina), a następnie był jeńcem wojennym. W 1945 roku zaczął pracować w Powiatowym Urzędzie Ziemskim w Kutnie przy parcelacji majątków ziemskich, a później w Wojewódzkim Urzędzie Ziemskim w Bydgoszczy gdzie pracował jako samodzielny mierniczy. W 1951 roku został przeniesiony do Wojewódzkiego Urzędu Ziemskiego w Gdańsku gdzie pracował do 1989 roku, i gdzie przeszedł wszystkie szczeble kariery zawodowej – od mierniczego do stanowiska dyrektora Wojewódzkiego Biura Geodezji i Terenów Rolnych w Gdańsku, którym został w roku 1960. W tym samym czasie był także pełnomocnikiem Ministra Rolnictwa do założenia w województwie gdańskim ewidencji gruntów oraz wykonania gleboznawczej klasyfikacji gruntów.
W 1932 roku Jerzy Stawowski wstąpił do Związku Harcerstwa Polskiego, w którym został z czasem harcmistrzem i komendantem Hufca w Chojnicach. W roku 1948 wstąpił do Związku Mierniczych Rzeczpospolitej Polskiej. W Stowarzyszeniu Geodetów Polskich (SGP) był członkiem gdańskiego Zarządu Oddziału (sekretarz, skarbnik, wiceprzewodniczący, a w latach 1961–1965 oraz 1989–1992 przewodniczący), członkiem Zarządu Głównego SGP, a także działał w strukturach Naczelnej Organizacji Technicznej. Jerzy Stawowski zmarł 9 kwietnia 2014 roku w Gdańsku i został pochowany na Cmentarzu Łostowickim w Gdańsku.

## Odznaczenia
Mieczysław Kwiatkowski został odznaczony m.in.:
- Krzyżem Oficerskim i Kawalerskim Orderu Odrodzenia Polski,
- Złotym i Srebrnym Krzyżem Zasługi.

Ponadto został uhonorowany m.in.: Złotą i Srebrną Odznaką Honorową NOT, Diamentową i Złotą Odznaką Honorową SGP.